# Antonio Squarcialupi
Antonio Squarcialupi, znany też jako Antonio degli Organi, Antonio de Bartolomeo i Antonio del Bessa (ur. 27 marca 1416 we Florencji, zm. 6 czerwca 1480 tamże) – włoski organista.

## Życiorys
Był synem rzeźnika Bartolomeo di Giovanniego. Nazwisko Squarcialupi, należące do jednego z florenckich rodów arystokratycznych, przybrał przypuszczalnie w latach 50. XV wieku. Kształcił się we Florencji u Giovanniego Mazzuoli i Matteo di Pagolo da Prato. Pełnił funkcję organisty w Orsanmichele (1431–1433) i w katedrze Santa Maria del Fiore (1433–1480). Jego syn, Francesco, również został organistą.
Należał do najbardziej cenionych organistów swoich czasów, odbywał liczne podróże po Włoszech. Utrzymywał kontakt m.in. z Guillaume’em Dufayem. Przypuszczalnie zajmował się także kompozycją, jednak żaden z jego domniemanych utworów nie zachował się. Był w posiadaniu sporządzonego prawdopodobnie w latach 1410–1415 manuskryptu zwanego od jego nazwiska Kodeksem Squarcialupi, zawierającego liczne przykłady twórczości kompozytorów włoskich przełomu XIV i XV wieku.